# Focaccia nissena

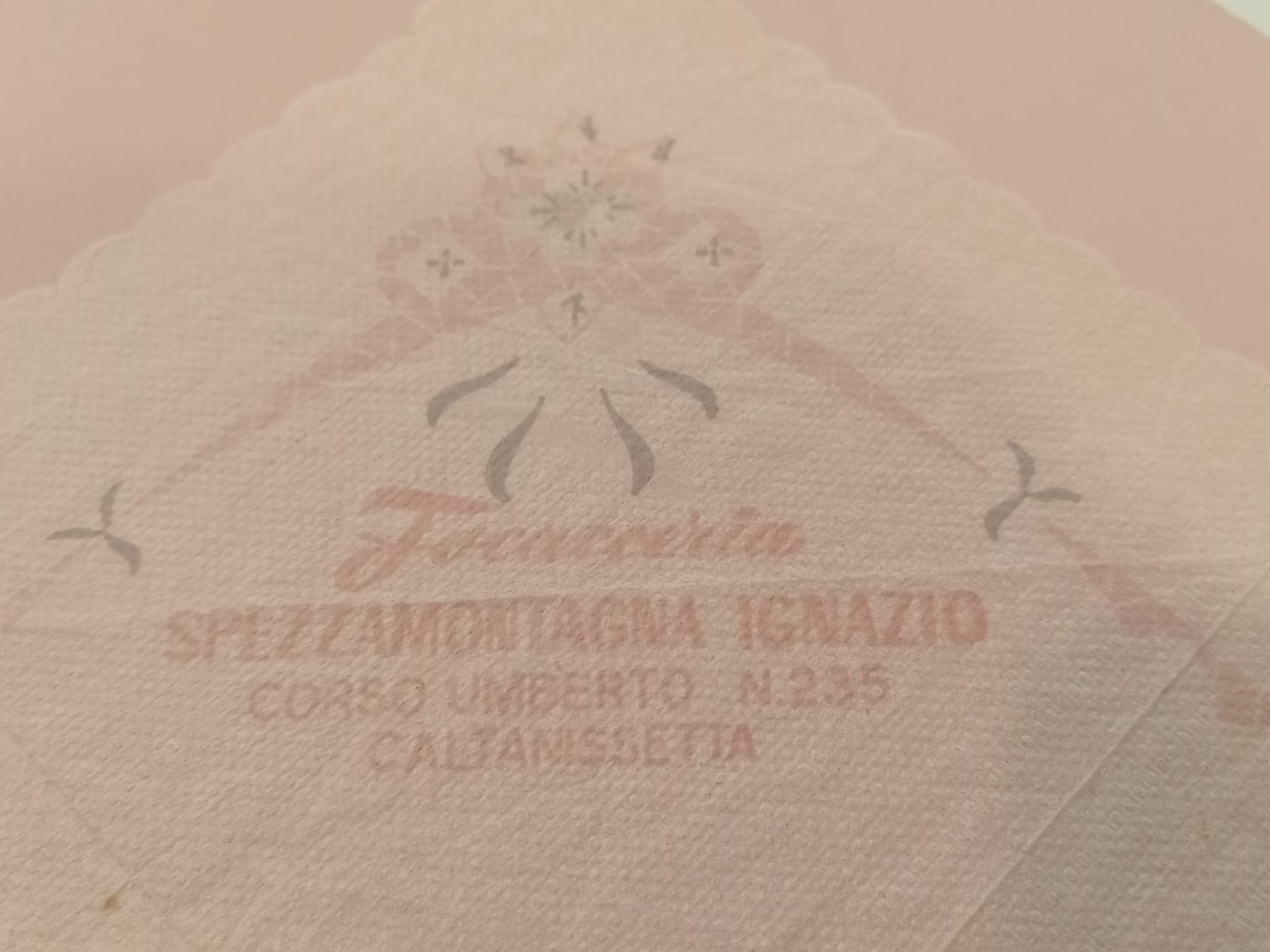
Tovagliolo di carta della III focacceria Spezzamontagne, chiusa negli anni 60.

La  focaccia nissena è una variante storica, propria della città di Caltanissetta, del Pani câ mèusa palermitano, tipico cibo da strada.
Viene prodotta in pochi laboratori cittadini escluso il periodo estivo.

## Storia

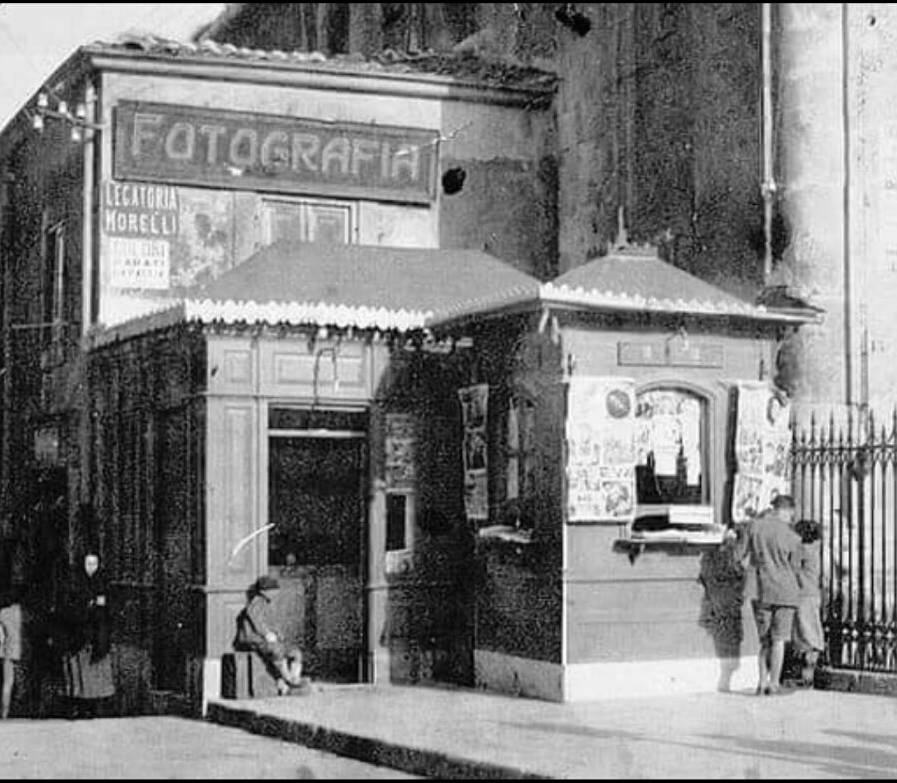
La focacceria di Ignazio Spezzamontagna, la prima focacceria nissena, bombardata nel luglio 1943.

Le origni palermitane della focaccia con milza e ricotta si perdono nella storia araba e ebrea della città. Gli arabi, infatti, usavano fare panini con formaggio e ricotta; mentre gli ebrei, frequentemente macellai, usavano le economiche frattaglie come comune alimento.
Di contro la città di Caltanissetta, più di altre città siciliane, si distingueva gastronomicamente per la presenza quasi totalizzante della ricotta di pecora, autentico genius loci del territorio nisseno, estremamente economica e diffusa per la presenza nel territorio di ampi terreni marginali adatti al pascolo delle pecore.
Con questo antico pedigree, la più antica focaccia palermitana arrivò a Caltanissetta agli inizi del 900, grazie al sancataldese Ignazio Spezzamontagne, che per primo trasformò, nel rispetto dell'antica tradizione culinaria, il pani c'à meusa nella focaccia nissena. Questi prima e dopo con le figlie operarono in città fino agli anni 60; in un primo tempo in un chiosco accanto la Cattedrale (vedi foto), poi in vicolo Niviera e poi in C.so Umberto I al n. 235. Spezzamontagne, conosciutissimo in città, creò la ricetta della focaccia nissena, sfruttando la presenza nel territorio nisseno della economica e diffusissima ricotta di pecora, cibo dominante nella gastronomia locale, essendo molto apprezzata dalla popolazione povera della città.
Insieme a lui operò, a partire del dopoguerra Capodicasa, conosciuto maggiormente in epoca recente.
La focacceria di Capodicasa era in via Gigino Gattuso, poco distante dalla storica libreria Sciascia e dalla Statua di Umberto I nell'omonimo corso cittadino.
Insieme a Spezzamontagne e Capodicasa diverse altre focaccerie sorsero nel dopoguerra, tra queste si ricordano la focacceria di Amenta vicino la chiesa di Santa Lucia, la focacceria di Giangrasso in via Palermo ed altri. 
Tutti questi ieri, ed oggi in diversi, continuano la tradizione di questo piatto povero, poverissimo, archetipo della cucina nissena, che si fonda e sviluppa sulla ricotta di pecora.

## Ingredienti

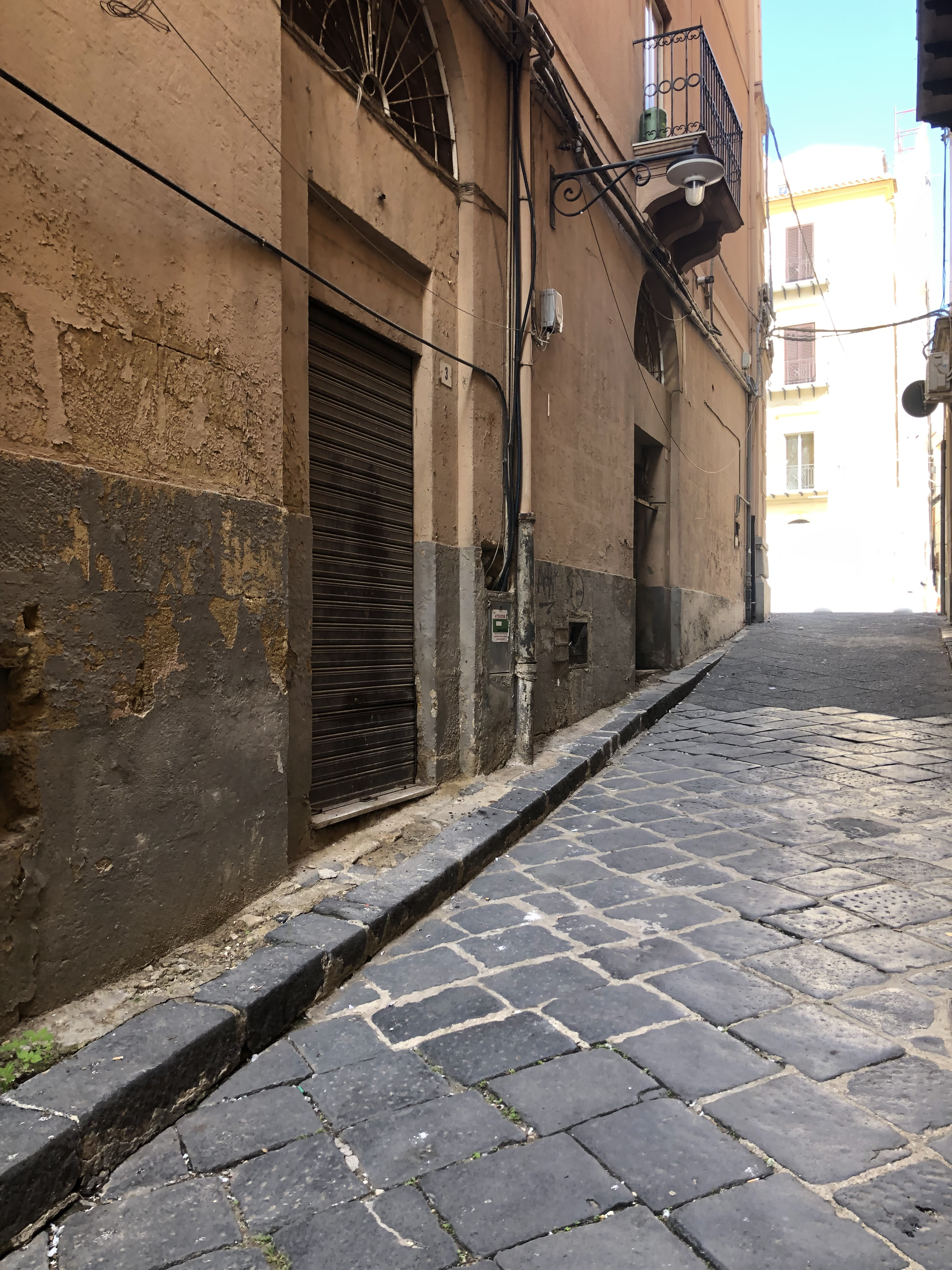
La focacceria, oggi chiusa, di Capodicasa; attivo fino agli anni 90.

Viene usato tipicamente un pane di grano duro tipo pagnotta o vastedda con il sesamo (giugiulena), talvolta la meno indicata mezza mafalda, milza di vitello bollita a pezzetti, ricotta di pecora fresca, caciocavallo tagliato a strisce sottili, brodo di maiale e pepe nero in polvere.
La preparazione, rispetto la ricetta palermitana, prevede solo una delle tre frattaglie, il polmone e la trachea bovina vengono escluse nella ricetta nissena; viene lasciata solamente la economica milza tagliata a pezzetti di spessore minimo. Rispetto la ricetta palermitana c'è una quantità ben maggiore e prevalente della ricotta di pecora, che diventa l'elemento maggiormente caratterizzante la specialità nissena. 
Come nella ricetta palermitana, si usa il pane con il sesamo, spesso raffermo, che viene ammorbidito con abbondanti "bagnature" nel brodo di maiale ricco di pezzi di grasso animale (ciccioli), quindi la milza e la ricotta sono abbondandemente farcite con abbondante caciocavallo e pepe nero in polvere.
L'uso della ricotta, rigidamente di pecora, preclude la produzione della focaccia durante il periodo estivo, quando in campi non offrono un pascolo sufficiente per la produzione della stessa. A partire dell'autunno, con i primi pascoli verdi, inizia la produzione in città della stessa focaccia, produzione che si protrae fino ad inizio estate. La specialità viene preparata da pochi.
La presenza della milza determina un sapore ferruginoso, che può essere paragonato a quello di altre frattaglie pur rimanendo unico nella sua consistenza e nel suo profilo gustativo. Al contrario la presenza abbondante della ricotta di pecora (circa 200 gr) con il tipico gusto dolciastro nella focaccia nissena rende meno forte e selvatico il profilo gustativo rispetto quella palermitana.
Ciò fa sì che le due focacce siano solo apparentemente simili, in quella palermitana la milza viene fritta con la sugna in un pentolone, rendendo la focaccia stessa molto grassa, tant'è che viene servita solitamente con una fetta di limone con funzione sgrassante il palato; in quella nissena, al contrario, la milza è semplicemente bollita e servita su abbondante ricotta di pecora e solamente "bagnata" con il brodo di maiale che serve per ammorbidire il pane e amalgamare il caciocavallo aggiunto alla fine.

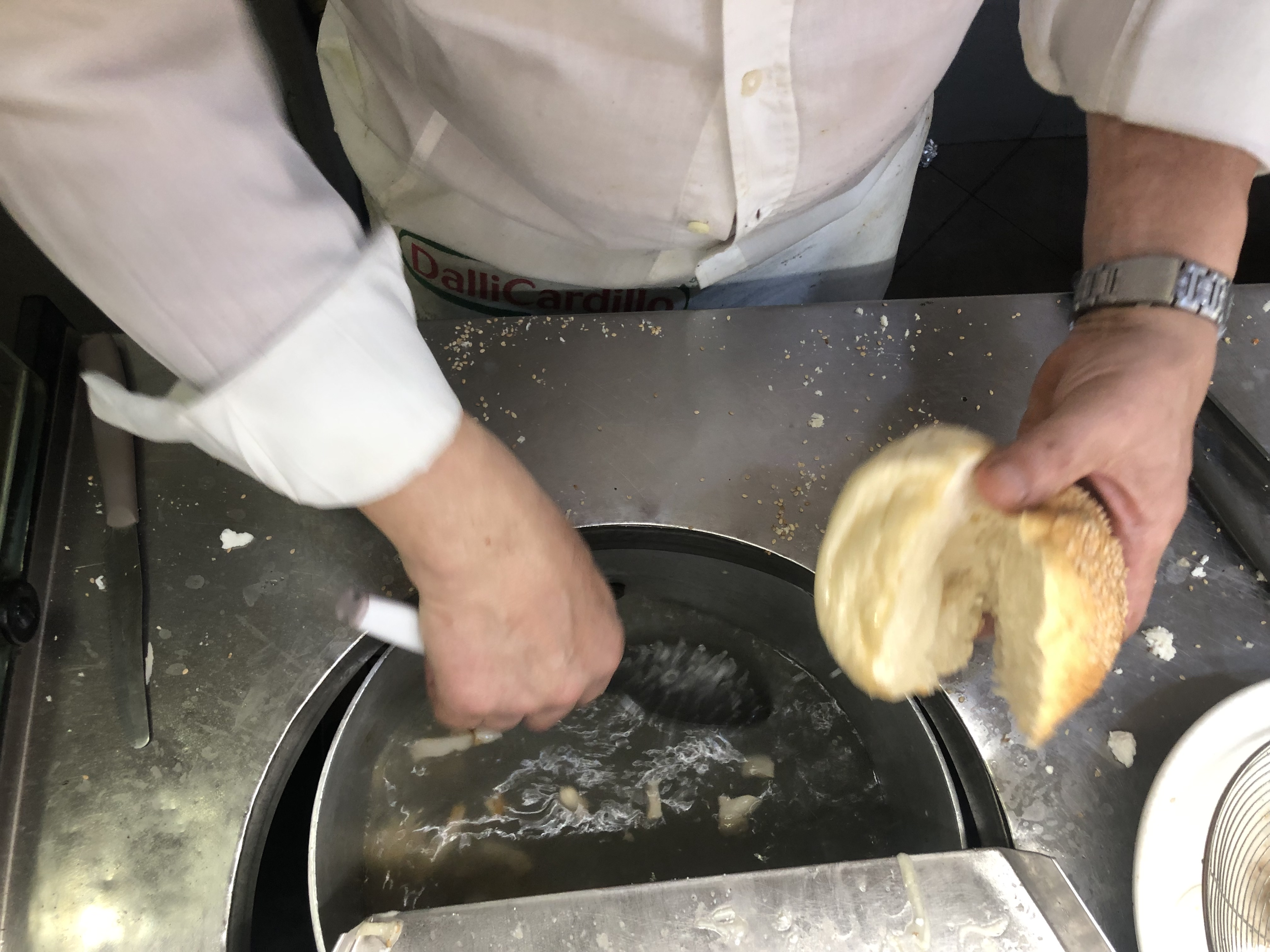
Prima bagnatura del panino con il brodo di maiale caldo
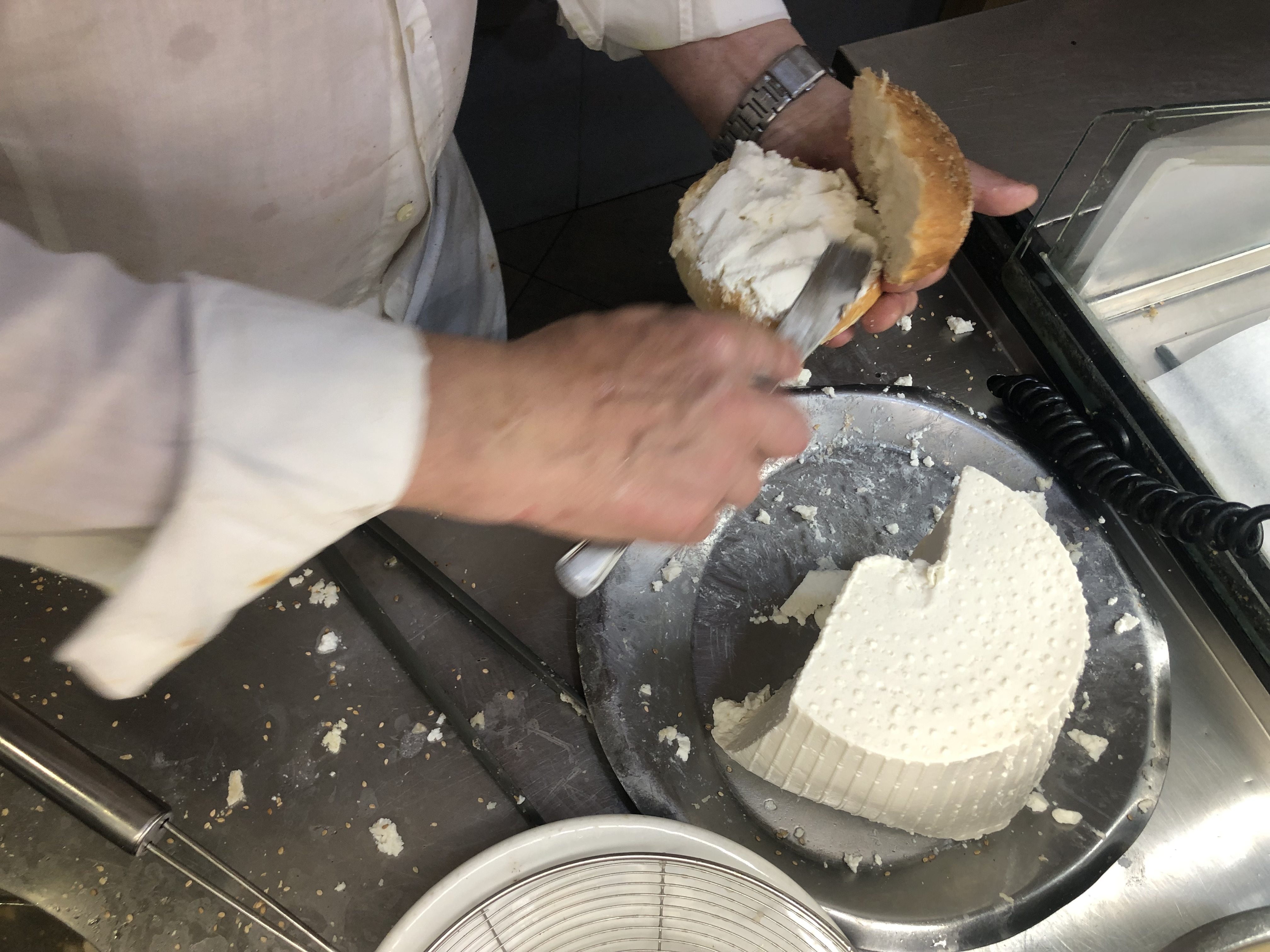
Aggiunta della ricotta spalmata
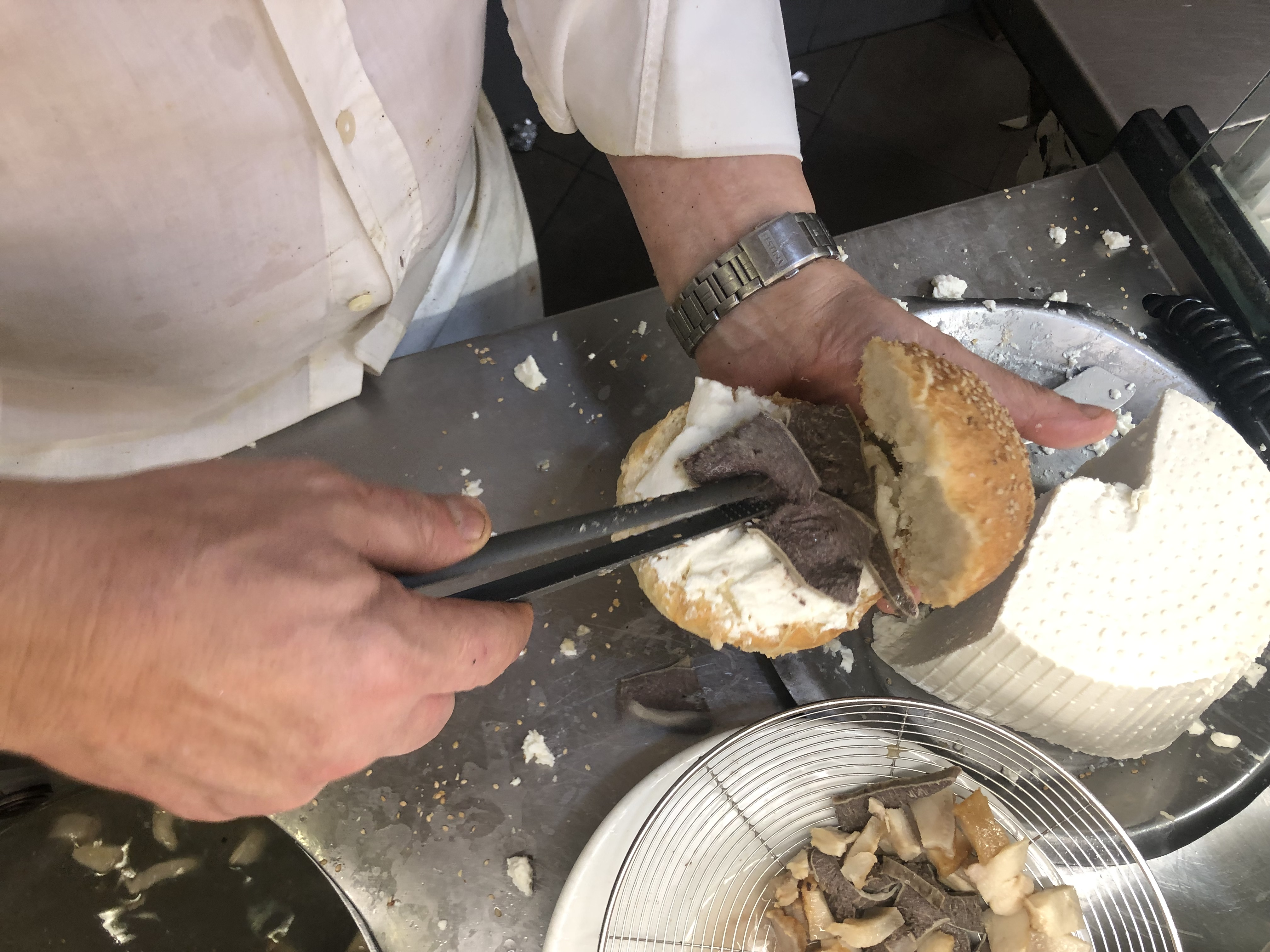
Aggiunta della milza dopo la ricotta
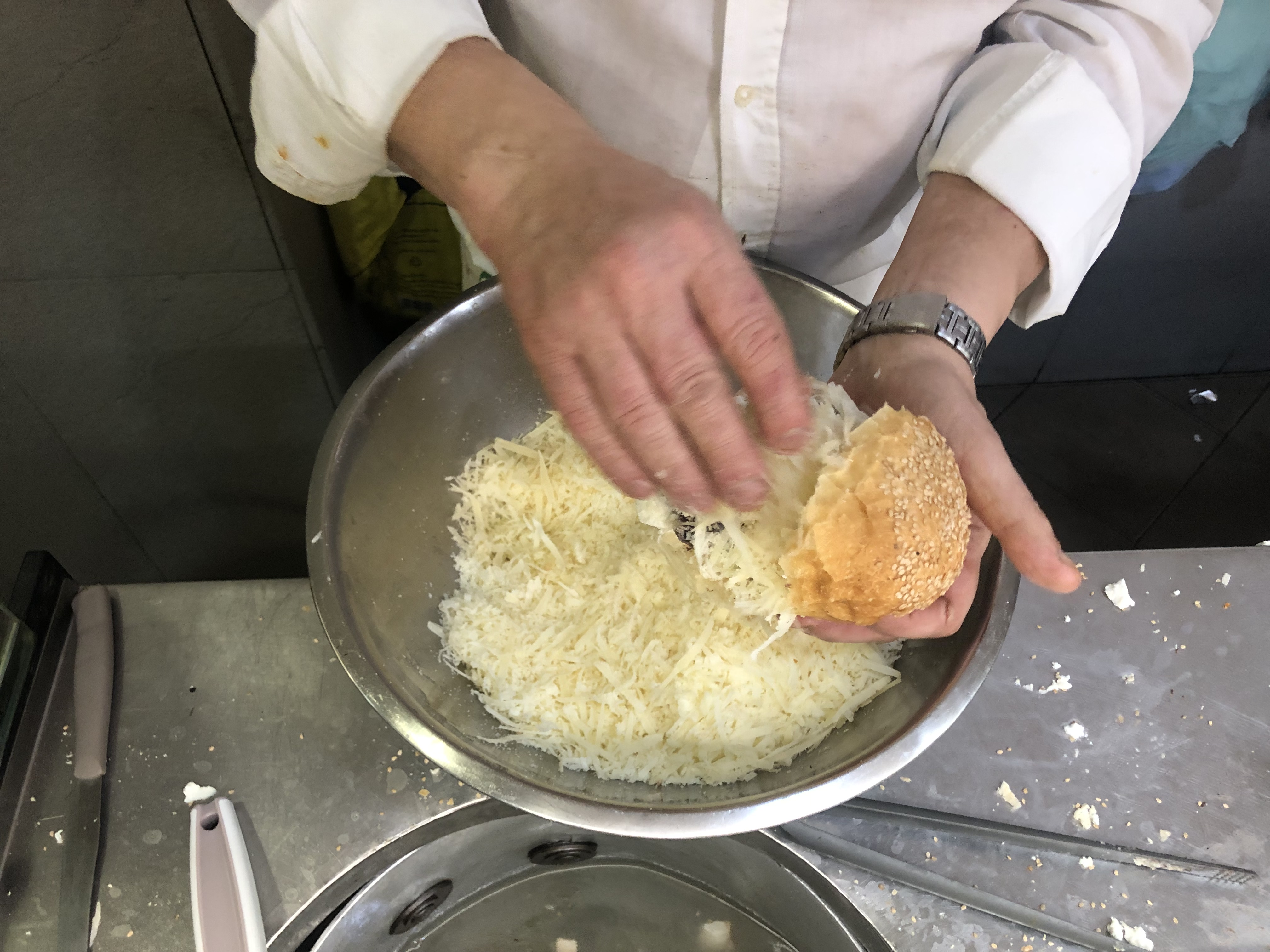
Aggiunta finale del caciocavallo
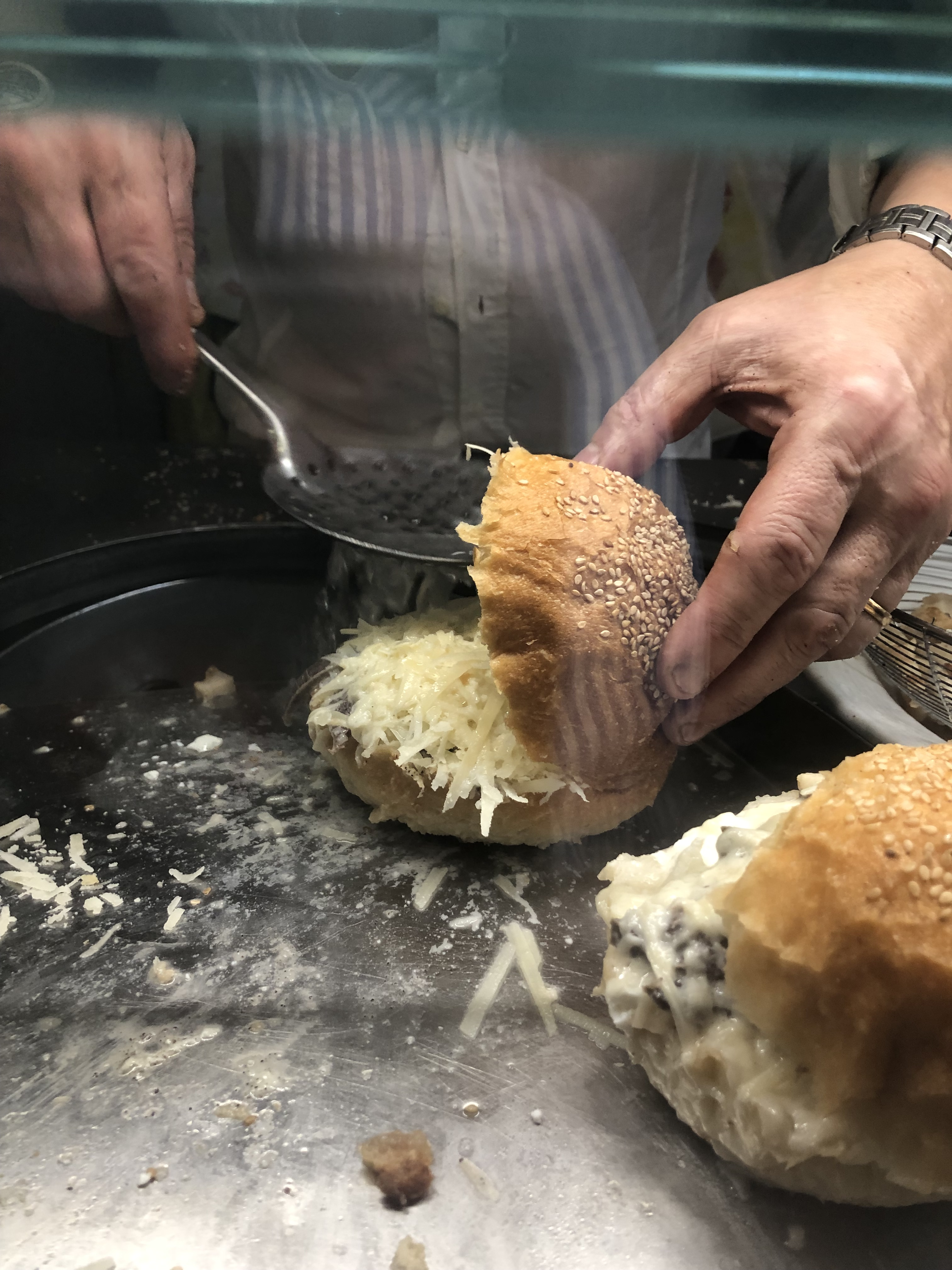
Bagnatura della farcitura
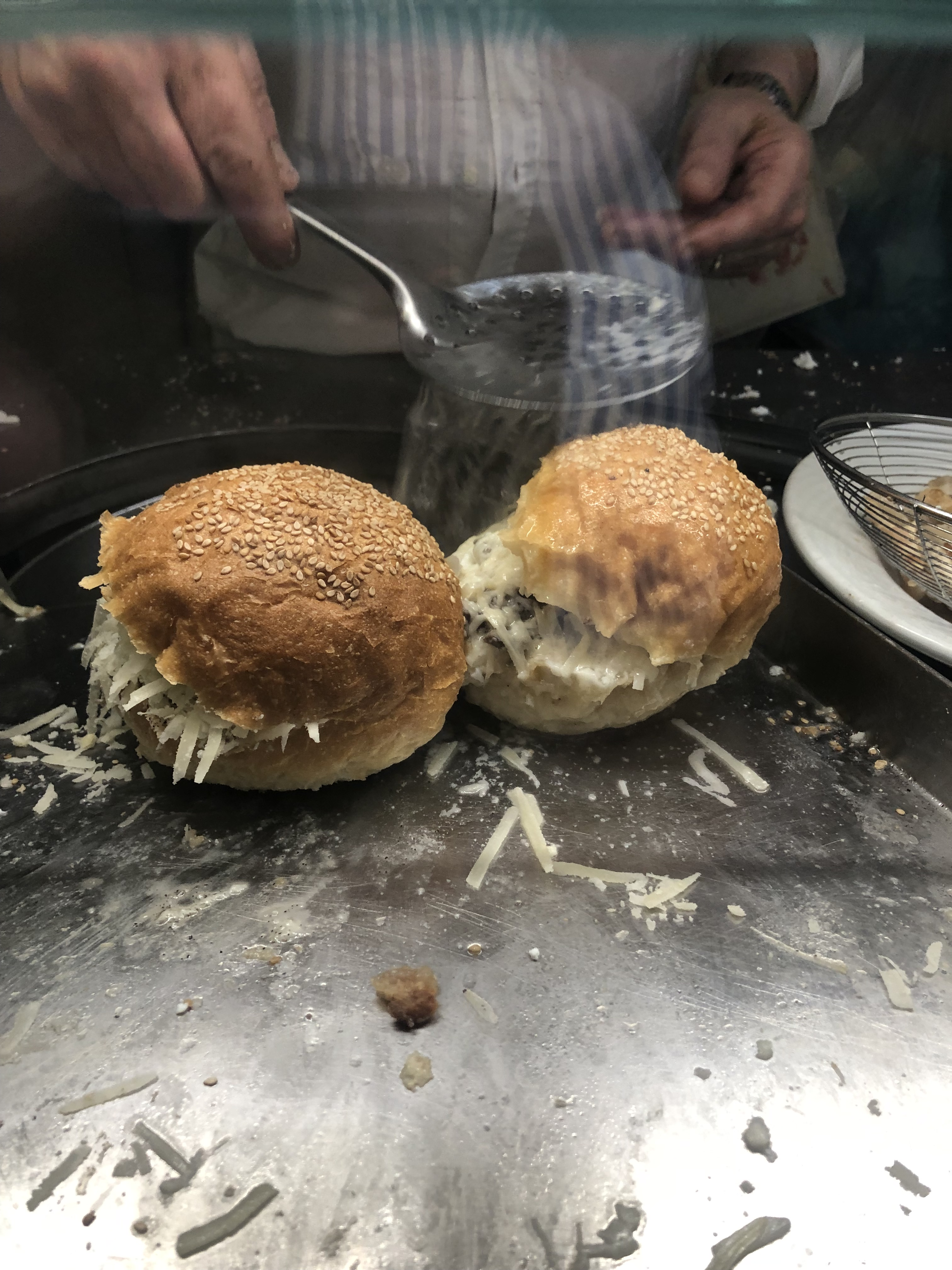
Bagnatura finale della focaccia

## Aspetti nutraceutici
La presenza della milza come alimento rende la focaccia nissena, sia pure in modo minore rispetto quella palermitana, un cibo ricco di proteine ad alto valore biologico, vitamine del gruppo B e minerali, inoltre, questo organo è ricco di ferro alimentare altamente biodisponibile; infatti la milza di bovino è nota per essere un alimento particolarmente ricco di ferro, poiché contiene circa 42 mg di ferro per 100 grammi di prodotto, più del doppio della concetrazione di ferro del fegato bovino, rendendola una delle fonti più concentrate di questo minerale nel regno animale.
Secondo un'altra fonte il ferro contenuto nella milza bovina è di 31.2 ± 0.4 mg/100 gr come ferro totale (TFe) e di 22.7 ± 0.5 mg/100 gr come ferroEME (HeFe), rendendo la milza come l'alimento con più alto livello di ferro eme, avendo questa un contenuto di HeFe per grammo molto più alto rispetto agli altri organi, con un contenuto di HeFe sette volte superiore a quello del polmone. Secondo questa fonte il contenuto del HeFe era del 72,8% nella milza, del 53,8% nei polmoni, del 35,7% nel cervello, del 35,0% nei reni, del 27,3% nel cuore e solo il 13,6% nel fegato.
Ciò fa si che la milza di bovino presente nella focaccia nissena rappresenta un'opportunità alimentare per chi cerca di aumentare l'apporto di ferro nella propria dieta, avendo questa una RDA (Recommended Daily Allowance), pari al 248%.
Non sempre però questo cibo è desiderabile, specialmente per la versione palermitana, per l'alto contenuto in colesterolo e per un rapporto tra grassi saturi/insaturi di 1:1, inoltre, è anche ricca in purine.
In definitiva la focaccia nissena rappresenta un alimento completo pur utilizzando ingredienti a basso costo come la ricotta e la milza bovina, ma ricchi in proteine nobili ad alto valore biologico insieme a lipidi essenziali, vitamine e sali minerali in quantità.

### Annotazioni
1. ↑  Non è noto se Ignazio Scazzamontagne conobbe e modificò la ricetta del pane ca meusa conosciuta a Palermo, oppure ne ebbe notizia e la riprodusse modificandola.
2. ↑  Le focaccerie che preparano sempre, nel periodo autunno/invernale, la focaccia nissena sono due; ma altri la preparno in giorni stabiliti della settimana o in occasioni di festività.

### Fonti
1. 1 2 3 4 5 6 7   La focaccia nissena: povera ed umile negli ingredienti, aristocratica nel sapore, su il Fatto Nisseno - Caltanissetta notizie, cronaca, attualità - cronaca, approfondimento e informazione nel nisseno, 23 novembre 2019. URL consultato il 1º novembre 2024.
2. ↑   Palermo Street Food, The Legend of Palermo's Spleen Sandwich, su Palermo Street Food, 31 maggio 2016. URL consultato il 2 novembre 2024.
3. ↑   The food encyclopedia: over 8000 ingredients, tools, techniques and people: Rolland, Jacques L., 1945, su archive.org, 23 ottobre 2016,  p. 609. URL consultato il 16 novembre 2024.
4. ↑   accademiaitalianadellacucina.it,  https://www.accademiaitalianadellacucina.it/sites/default/files/allegati/CdT_288_dic_2016.pdf. URL consultato il 4 novembre 2024.
5. 1 2   Marianopoli, Edizione straordinaria XXII Sagra della Ricotta, su il Fatto Nisseno - Caltanissetta notizie, cronaca, attualità - cronaca, approfondimento e informazione nel nisseno, 9 maggio 2017. URL consultato il 4 novembre 2024.
6. 1 2   La ricotta, su Domus Sicily, 25 agosto 2023. URL consultato il 4 novembre 2024.
7. ↑  Dizionario di agricoltura - vol. 6. Enciclopedia agricola completa ad uso degli italiani compilata sulle orme del "Dictionnaire d’agriculture" dei signori J. A. Barral e H. Sagnier con articoli originali risguardanti le varie regioni agricole d’Italia ...By: Marchese, Giovanni,Sagnier, Henry,Barral, Jean-Augustin,Cavara, Fridiano
8. ↑   M. Curcuruto, I signori dello zolfo: personaggi, vicende, aneddoti della borghesia mineraria siciliana fra Ottocento e Novecento : le origini surfarare della borghesia nissena contemporanea, Momenti e figure di storia nissena, Lussografica, 2001, ISBN 978-88-8243-093-1. URL consultato il 1º novembre 2024.
9. ↑  (ES) Società editrice internazionale, Enciclopedia SEI., Enciclopedia SEI, v. 4, Società editrice internazionale, 1969. URL consultato il 1º novembre 2024.
10. ↑   MAGAZINE enogastronomia siciliana, Ricette Siciliane e tanto altro, su Il Magazine sul Made in Sicily. URL consultato il 31 ottobre 2024.
11. 1 2   Sergio Bonanzinga e Fatima Giallombardo, Il cibo per via, Palermo, Centro Studi Filologici, 2011,  p. 136, ISBN 978-88-96312-21-6.
12. ↑   Sign In, Buy Beef Spleen With High and Protein and Low Fat Content, su Slanker Grass Fed Meat. URL consultato il 2 novembre 2024.
13. ↑   Tejal Rao, Spleen Sandwiches: An Italian Tradition, su The Atlantic, 3 maggio 2010. URL consultato il 2 novembre 2024.
14. ↑   A Mediterranean feast: Wright, Clifford A., su archive.org, 23 ottobre 2016. URL consultato il 16 novembre 2024.
15. ↑   Thomas Wrona, Beef Spleen: Nutrition, Benefits, and Supplements, su Dr. Robert Kiltz, 6 giugno 2022. URL consultato il 2 novembre 2024.
16. ↑  Bittel, R. J., GRAHAM, P. P., Young, R. W., & Bovard, K. P. (1981). Mechanically separated spleen: Its composition and protein efficiency ratio. Journal of Food Science, 46(2), 336-339.
17. ↑   Alimenti ricchi di ferro: quali sono e perché assumerli?, su Salus Italia. URL consultato il 13 novembre 2024.
18. ↑   I 10 alimenti più ricchi di ferro: la lista completa, su Nutripiatto. URL consultato il 13 novembre 2024.
19. 1 2   Carolina Valenzuela, Daniel López de Romaña, Manuel Olivares, María Sol Morales e Fernando Pizarro, Total Iron and Heme Iron Content and their Distribution in Beef Meat and Viscera, in Biological Trace Element Research, vol. 132, n. 1-3, 2009,  pp. 103-111, DOI:10.1007/s12011-009-8400-3, ISSN 0163-4984 (WC · ACNP).
20. ↑   5 Alimenti per combattere l'anemia da carenza di ferro, su Sale&Pepe, 21 febbraio 2019. URL consultato il 13 novembre 2024.
21. ↑   Thomas Wrona, Beef Spleen: Nutrition, Benefits, and Supplements, su Dr. Robert Kiltz, 11 novembre 2024. URL consultato il 13 novembre 2024.
22. ↑   PAUL P. GRAHAM, R. J. BITTEL, K. P. BOVARD, A. LOPEZ e H. L. WILLIAMS, Mineral Element Composition of Bovine Spleen and Separated Spleen Components, in Journal of Food Science, vol. 47, n. 3, Wiley, 1982,  pp. 720-722, DOI:10.1111/j.1365-2621.1982.tb12699.x, ISSN 0022-1147 (WC · ACNP).
23. ↑   Frattaglie, su my-personaltrainer.it, 2 ottobre 2019.